# Anne-Birthe Hove
Anne-Birthe Hove (* 28. Juni 1951 in Aasiaat; † 5. August 2012) war eine grönländisch-dänische Künstlerin.

## Leben
Anne-Birthe Hove war die grönländische Adoptivtochter des dänischen Kaufmanns Anders Hove (1922–1999) und der dänischen Kindergärtnerin Birthe Jensen (* 1931). Der dänische Schauspieler Anders Hove (* 1956) ist ihr Bruder. Über ihn war sie die Schwägerin der US-amerikanischen Tänzerin Ann Crosset (* 1954) und die Tante des Schauspielers Elliott Crosset Hove (* 1988). Am 16. Januar 1993 heiratete sie in Nuuk den dänischen Distriktsarzt Thomas Stensgaard (* 1946), Sohn des Kaufmanns Aage Stensgaard und seiner Frau Agnes.
Anne-Birthe Hove besuchte die Grönländische Kunstschule in Nuuk und begann dort wenig später auch selbst zu dozieren. Anschließend ging sie auf die Kunstakademie in Kopenhagen, wo sie von 1980 bis 1982 bei Dan Sterup-Hansen an der Grafischen Schule und von 1982 bis 1984 bei Helge Bertram an der Kunstpädagogischen Schule lernte. 1989 wurde sie als Kunstlehrerin am GUX Nuuk angestellt.
Anne-Birthe Hoves Werke wurden in Dänemark, Grönland, auf den Färöern, Island, Schweden, Deutschland, Frankreich, den Niederlanden in Einzel- und Gruppenausstellungen präsentiert. Sie war als Grafikerin, Malerin, Bildhauerin, Illustratorin und Briefmarkenkünstlerin aktiv. Ihre Werke zeigen teils die grönländische Natur, allerdings konzentrierte sie sich auch stark auf die Darstellung des grönländischen Soziallebens und gesellschaftlicher Probleme in den 1970er und 1980er Jahren.
Anne-Birthe Hove erhielt 2012 den Grönländischen Kulturpreis. Sie starb wenige Wochen später im Alter von 61 Jahren nach langer Krankheit in Dänemark.

## Auszeichnungen und Stipendien
- Statens Kunstfond (1976)
- Statens Kunstfond (1991)
- Grønlands Hjemmestyres arbejdslegat (1997)
- Hans Lynges Mindelegat (1997)
- Grønlands Hjemmestyres arbejdslegat (1999)
- Statens Kunstfond (2001)
- Statens Kunstfonds arbejdslegat (2001)
- Anne Marie Telmanyi født Carl-Nielsens Fond (2002)
- Grønlands Hjemmestyres arbejdslegat (2003)
- Grönländischer Kulturpreis (2012)[5]

## Werke (Auswahl)
- Ukiaq/vinter (Lithografie, 1974)
- Imiaq/øl (Lithografie, 1974)
- Sialuk (Lithografie, 1976)
- Ataatsimitarfik/mødet (Lithografie, 1982)
- Livet og døden (Keramik für die Kapelle im Dronning Ingrids Hospital in Nuuk, beinhaltet sieben Specksteinlampen, gefertigt von Simon Kristoffersen, Karl Kristoffersen und Sara Kristoffersen, 1986/87)
- sechs Speisekarten für SAS Scandinavian Airlines (1988)
- Spiegel van het Verlegen/spejlinger af fortiden (Ätzradierung, 1988/89)
- Konebåd (Farbätzradierung, 1989)
- Sommertelt (Farbätzradierung, 1989)
- drei Gemälde für die Werft in Qaqortoq (1991)
- Schornstein des Kraftwerks in Aasiaat (1991)
- Elven (Radierung, 1992)
- Lille Bodil (Radierung, 1992)
- Dekoration für das Amtkrankenhaus in Vordingborg (1997)
- Dekoration für den Flughafen Aasiaat (1998)
- Illustration für Anersaama pikialaarneri von Moses Olsen (1998)
- Dekoration für das Hotel Nuuk (2000)
- Briefmarkenserie Arv og kultur (2000–02)
- Dekoration für die psychiatrische Abteilung im Dronning Ingrids Hospital (2001)
- Illustration für Tusarn! Sydgrønlandske fortællinger von Maaliaaraq Vebæk (2001)
- Illustration für Nunat Avannarliit nunarpullu / Norden i Grønland – Grønland i Norden (2002)
- Illustration für Min krop er min (2003)
- Dekoration für das Hochhaus in Nuuk (2006)
- Dekoration für die Fram der Hurtigruten (2007)
- Dekoration für die Universität von Grönland (2008)
- Dekoration für das Schwimmbad in Gudhjem (2010)
- Briefmarkenserie Kommunikation (2010)
- Dekoration für das Pinngortitaleriffik (2013)
- Menneskebjerget (Ätzradierung)
- Grafik für das Rathaus in Nuuk

Quelle: 